# ExxonMobil
Exxon Mobil Corporation або ExxonMobil (вимовл. ЕкссонМобіл) — приватна нафтова корпорація США у штаті Нью-Йорк. У січні 2024 року компанія завершила вихід з російського ринку через агресію проти України.

## Опис
ExxonMobil Corporation — одна з найбільших у світі нафтових компаній, а також одна з найдорожчих корпорацій у світі. На 2018 рік компанія має капіталізацію 343,4 млрд $, поступаючись за цим показником лише компанії Apple (961,3 млрд $).
Компанія веде свою історію від нафтового тресту Standard Oil, заснованого в 1882 році знаменитим мільйонером Джоном Рокфеллером.
У своєму нинішньому вигляді компанія з'явилася в 1999 році в результаті злиття компаній Exxon і Mobil. Станом на 2019 рік на компанію працювало близько 70 тисяч співробітників по всьому світу (з них 30 тис. — в США).
Найвідомішими брендами компанії є Exxon, Esso і Mobil, під якими випускаються автомобільні мастила та інші паливно-мастильні матеріали.

## Діяльність компанії
- веде розвідку і добуває нафту в 14 країнах;
- запаси нафти 300 млн т, газу — 550 млрд м³;
- видобуток на рік нафти та газового конденсату 34,5 млн т, газу — 32 млрд м³;
- видобуває також вугілля — 47 тис. т за рік та уранову руду — 159 тис. т за рік. Працює 180 тис. чоловік.

У другому кварталі 2020 року втрати ExxonMobil стали найбільшими в новітній історії компанії. Тому керівник компанії Даррен Вудс заявив про скорочення співробітників у зв'язку з падінням попиту на енергоносії через пандемію.

## Аварія Ексон Вальдез

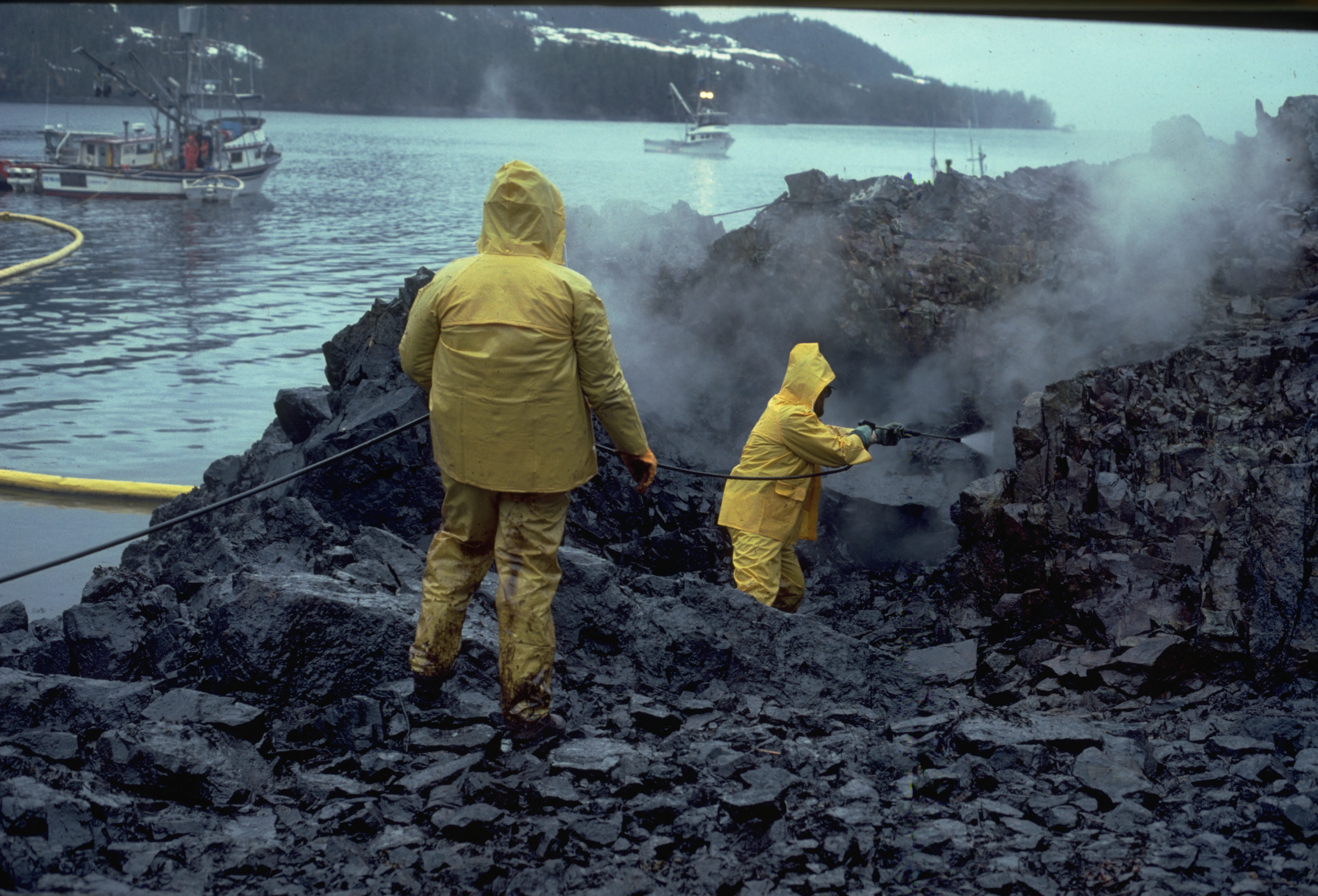
Ліквідація наслідків аварії «Ексон Вальдез»

24 березня 1989 року нафтовий танкер «Ексон Вальдез» зазнав аварії біля узбережжя Аляски (Затока Принца Вільгельма). У результаті аварії близько 10,8 мільйонів галонів нафти (близько 260 тис. барелів або 40 900 000 літрів) вилилося в море, утворивши нафтову пляму в 28 000 км².
У результаті судових розглядів компанія виплатила понад 300 мільйонів $ у вигляді компенсації постраждалим місцевим жителям і компаніям, а також після розгляду апеляцій зобов'язана виплатити штраф у 507 500 000 $. Згідно з постановою Верховного суду США.